# Cardiacephala secunda
Cardiacephala secunda är en tvåvingeart som beskrevs av Willi Hennig 1935. Cardiacephala secunda ingår i släktet Cardiacephala och familjen skridflugor. Inga underarter finns listade i Catalogue of Life.